# Outline in Color
Outline in Color is een Amerikaanse posthardcoreband afkomstig uit Tulsa, Oklahoma.

## Biografie
De band werd opgericht in augustus 2009 door screamer Trevor Tatro, zanger Jonathan Grimes, gitaristen CJ Cochran en Forrest Mankins, toetsist Michael Skaggs en drummer Austin McFerri. Op 28 september 2010 bracht de band geheel zelfstandig haar door Joey Sturgis geproduceerde zelf-getitelde debuut-ep uit. Op de ep staat een cover van het nummer Bad Romance van Lady Gaga, maar via iTunes verkochten ze ook een versie van de ep zonder deze cover.
In februari van 2011 kondigde Grimes zijn vertrek aan, omdat hij niet constant wou toeren. Hij werd vervangen door K.C. Simonsen, die het Berklee College of Music verliet om zich bij de band aan te kunnen sluiten. Hierna begon de band te werken aan haar debuutalbum. Initieel was gepland hiervoor te werken met producer Tom Denney, maar vanwege conflicterende werkschema's werd uiteindelijk toch gekozen voor een samenwerking met Andrew Wade. Op 25 september 2012 bracht de band zelfstandig haar debuutalbum, Jury of Wolves getiteld, uit.
Midden 2013 tekende de band een plantencontract bij StandBy Records. Op 23 juni 2014 verscheen hier hun door Cameron Mizell geproduceerde tweede album, dat Masks heette. Twee jaar later, op 11 maart 2016, bracht de band haar derde album Struggle uit. Dit album werd wederom geproduceerd door Cameron Mizell en piekte op een tiende plek in de Billboard Heatseekers-hitlijst. Eind 2016 maakte de band bekend dat zij genoodzaakt waren K.C. Simonsen uit de band te zetten vanwege alcoholmisbruik. 
Begin 2017 kondigde meerdere leden een losstaand project, getiteld Shamecult, aan. In november brachten zij onder deze naam een ep uit via  Stay Sick Recordings.
In september 2017 werd aangekondigd dat de originele zanger van de band Jonathan Grimes, de na het vertrek van Simonsen vacant gebleven plek als zanger, opnieuw zou innemen. In 2018 toerde de band naast rapper Kyle Lucas door Japan. Ook bracht de band dat jaar onder meer covers uit van Learn to Let Go van Kesha en Thank You For the Venom van My Chemical Romance.
Op 11 januari 2019 kondigde de band aan dat op 8 februari van datzelfde jaar het vierde album van de band zou verschijnen en dat de eerste 250 pre-orders geleverd zouden worden met handtekeningen van de bandleden. Het zelf-getitelde album verscheen op de aangekondigde datum zowel fysiek als digitaal in de winkels. In juli van datzelfde jaar besloot drummer Nick Taylor de band te verlaten. Zijn plek werd ingevuld door oprichtend lid Austin McFerrin, die in 2014 de band verlaten had. Op 6 november 2019 kondigde ook Trevor Tatro zijn vertrek bij de band aan, vanwege persoonlijke redenen. Bassist Michael Skaggs nam zijn taken als screamer over, waarna Jonathan Grimes doorschoof naar de positie van bassist.
Op 28 februari 2020 bracht de band met Ghost of You haar eerste single uit als kwartet. Tegelijkertijd maakten zij bekend een eigen label, BRKN Records geheten, op te richten. Later dat jaar brachten zij via dit label een ep uit, die Imposter Syndrome heet.

## Bezetting
| Huidige leden - Jonathan Grimes - zang (2009–2011, 2017–heden), bas (2019–heden) - CJ Cochran - gitaar (2009–heden) - Michael Skaggs - screams, zang (2019–heden), keyboards (2009–2011), bas (2011–2019), achtergrondvocalen (2009–2019) - Austin McFerrin - drums (2009–2014, 2019–present) | Voormalige leden - Forrest Mankins - gitaar (2009–2014) - Peyton Carvell - gitaar (2015–2016) - K.C. Simonsen - zang (2011–2016) - Nick Taylor - drums (2015–2019) - Trevor Tatro - screams (2009–2019), zang (2016–2019), bas (studio, 2010) |

Tijdlijn

## Discografie
Studioalbums
- 2012 - Jury of Wolves
- 2014 - Masks
- 2016 - Struggle
- 2019 - Outline in Color

Ep's
- 2010 - Outline In Color
- 2020 - Imposter Syndrome